# Kurumuli
Kurumuli es una ciudad censal situada en el distrito de Koraput en el estado de Odisha (India). Su población es de 8504 habitantes (2011).

## Demografía
Según el censo de 2011 la población de Kurumuli era de 8504 habitantes, de los cuales 4372 eran hombres y 4132 eran mujeres. Kurumuli tiene una tasa media de alfabetización del 69,91%, superior a la media estatal del 72,87%: la alfabetización masculina es del 80,56%, y la alfabetización femenina del 58,61%.